# 12e étape du Tour d'Italie 2016
Pour un article plus général, voir Tour d'Italie 2016.
La 12e étape du Tour d'Italie 2016 se déroule le jeudi 19 mai 2016, entre Noale et Bibione sur une distance de 182 km.

## Parcours
Le parcours est plat. Il ne comprend aucune côte.

## Résultats

### Classement de l'étape
| Classement de l'étape | Classement de l'étape | Classement de l'étape | Classement de l'étape | Classement de l'étape |
|                       | Coureur               | Pays                  | Équipe                | Temps                 |
| --------------------- | --------------------- | --------------------- | --------------------- | --------------------- |
| 1er                   | André Greipel         | Allemagne             | Lotto-Soudal          | en 4 h 16 min 0 s     |
| 2e                    | Caleb Ewan            | Australie             | Orica-GreenEDGE       | m.t                   |
| 3e                    | Giacomo Nizzolo       | Italie                | Trek-Segafredo        | m.t                   |
| 4e                    | Sacha Modolo          | Italie                | Lampre-Merida         | m.t                   |
| 5e                    | Alexander Porsev      | Russie                | Katusha               | m.t                   |
| 6e                    | Moreno Hofland        | Pays-Bas              | Lotto NL-Jumbo        | m.t                   |
| 7e                    | Ivan Savitskiy        | Russie                | Gazprom-RusVelo       | m.t                   |
| 8e                    | Heinrich Haussler     | Australie             | IAM                   | m.t                   |
| 9e                    | Rick Zabel            | Allemagne             | BMC Racing            | m.t                   |
| 10e                   | Sonny Colbrelli       | Italie                | Bardiani CSF          | m.t                   |
| modifier              |                       |                       |                       |                       |

### Points attribués
|   | Cycliste        | Nat      | Équipe           | Pts | Bonif |
| - | --------------- | -------- | ---------------- | --- | ----- |
| 1 | Daniel Oss      | Italie   | BMC Racing       | 20  | 3 s   |
| 2 | Mirco Maestri   | Italie   | Bardiani CSF     | 12  | 2 s   |
| 3 | Giacomo Nizzolo | Italie   | Trek-Segafredo   | 8   | 1 s   |
| 4 | Matteo Trentin  | Italie   | Etixx-Quick Step | 6   |       |
| 5 | Arnaud Démare   | France   | FDJ              | 4   |       |
| 6 | Mickaël Delage  | France   | FDJ              | 3   |       |
| 7 | Sean De Bie     | Belgique | Lotto-Soudal     | 2   |       |
| 8 | Marco Coledan   | Italie   | Trek-Segafredo   | 1   |       |

|   | Cycliste            | Nat      | Équipe           | Pts | Bonif |
| - | ------------------- | -------- | ---------------- | --- | ----- |
| 1 | Daniel Oss          | Italie   | BMC Racing       | 20  | 3 s   |
| 2 | Mirco Maestri       | Italie   | Bardiani CSF     | 12  | 2 s   |
| 3 | Giacomo Nizzolo     | Italie   | Trek-Segafredo   | 8   | 1 s   |
| 4 | Matteo Trentin      | Italie   | Etixx-Quick Step | 6   |       |
| 5 | Arnaud Démare       | France   | FDJ              | 4   |       |
| 6 | Sean De Bie         | Belgique | Lotto-Soudal     | 3   |       |
| 7 | Mickaël Delage      | France   | FDJ              | 2   |       |
| 8 | Ignatas Konovalovas | Lituanie | FDJ              | 1   |       |

| - Sprint final de Bibione (km 182) \| \| Cycliste \| Nat \| Équipe \| Points \| Bonif \| \| -- \| ---------------------- \| --------- \| -------------------------- \| ------ \| ----- \| \| 1 \| André Greipel \| Allemagne \| Lotto-Soudal \| 50 \| 10 s \| \| 2 \| Caleb Ewan \| Australie \| Orica-GreenEDGE \| 35 \| 6 s \| \| 3 \| Giacomo Nizzolo \| Italie \| Trek-Segafredo \| 25 \| 4 s \| \| 4 \| Sacha Modolo \| Italie \| Lampre-Merida \| 18 \| \| \| 5 \| Alexander Porsev \| Russie \| Katusha \| 14 \| \| \| 6 \| Moreno Hofland \| Pays-Bas \| Lotto NL-Jumbo \| 12 \| \| \| 7 \| Ivan Savitskiy \| Russie \| Gazprom-RusVelo \| 10 \| \| \| 8 \| Heinrich Haussler \| Australie \| IAM \| 8 \| \| \| 9 \| Rick Zabel \| Allemagne \| BMC Racing \| 7 \| \| \| 10 \| Sonny Colbrelli \| Italie \| Bardiani CSF \| 6 \| \| \| 11 \| Jürgen Roelandts \| Belgique \| Lotto-Soudal \| 5 \| \| \| 12 \| Viatcheslav Kouznetsov \| Russie \| Katusha \| 4 \| \| \| 13 \| Manuel Belletti \| Italie \| Wilier Triestina-Southeast \| 3 \| \| \| 14 \| Marco Coledan \| Italie \| Trek-Segafredo \| 2 \| \| \| 15 \| Bert De Backer \| Belgique \| Giant-Alpecin \| 1 \| \| |                        |           |                            |        |       |
| | Cycliste               | Nat       | Équipe                     | Points | Bonif |
| 1 | André Greipel          | Allemagne | Lotto-Soudal               | 50     | 10 s  |
| 2 | Caleb Ewan             | Australie | Orica-GreenEDGE            | 35     | 6 s   |
| 3 | Giacomo Nizzolo        | Italie    | Trek-Segafredo             | 25     | 4 s   |
| 4 | Sacha Modolo           | Italie    | Lampre-Merida              | 18     |       |
| 5 | Alexander Porsev       | Russie    | Katusha                    | 14     |       |
| 6 | Moreno Hofland         | Pays-Bas  | Lotto NL-Jumbo             | 12     |       |
| 7 | Ivan Savitskiy         | Russie    | Gazprom-RusVelo            | 10     |       |
| 8 | Heinrich Haussler      | Australie | IAM                        | 8      |       |
| 9 | Rick Zabel             | Allemagne | BMC Racing                 | 7      |       |
| 10 | Sonny Colbrelli        | Italie    | Bardiani CSF               | 6      |       |
| 11 | Jürgen Roelandts       | Belgique  | Lotto-Soudal               | 5      |       |
| 12 | Viatcheslav Kouznetsov | Russie    | Katusha                    | 4      |       |
| 13 | Manuel Belletti        | Italie    | Wilier Triestina-Southeast | 3      |       |
| 14 | Marco Coledan          | Italie    | Trek-Segafredo             | 2      |       |
| 15 | Bert De Backer         | Belgique  | Giant-Alpecin              | 1      |       |

### Classement au temps par équipes
| Classement par équipes au temps | Classement par équipes au temps | Classement par équipes au temps | Classement par équipes au temps |
|                                 | Équipe                          | Pays                            | Temps                           |
| ------------------------------- | ------------------------------- | ------------------------------- | ------------------------------- |
| 1re                             | Lotto-Soudal                    | Belgique                        | en 12 h 48 min 0 s              |
| 2e                              | Lampre-Merida                   | Italie                          | m.t                             |
| 3e                              | Trek-Segafredo                  | États-Unis                      | m.t                             |
| modifier                        |                                 |                                 |                                 |

### Classement aux points par équipes
| Classement par équipes aux points | Classement par équipes aux points | Classement par équipes aux points | Classement par équipes aux points | Classement par équipes aux points |
|                                   | Équipes                           | Pays                              |                                   | Point(s)                          |
| --------------------------------- | --------------------------------- | --------------------------------- | --------------------------------- | --------------------------------- |
| 1re                               | Lotto-Soudal                      | Belgique                          |                                   | 55                                |
| 2e                                | Orica-GreenEDGE                   | Australie                         |                                   | 35                                |
| 3e                                | Trek-Segafredo                    | États-Unis                        |                                   | 33                                |
| modifier                          |                                   |                                   |                                   |                                   |

## Classements à l'issue de l'étape

### Classement général
| Classement général | Classement général | Classement général | Classement général | Classement général  |
|                    | Coureur            | Pays               | Équipe             | Temps               |
| ------------------ | ------------------ | ------------------ | ------------------ | ------------------- |
| 1er                | Bob Jungels        | Luxembourg         | Etixx-Quick Step   | en 49 h 32 min 20 s |
| 2e                 | Andrey Amador      | Costa Rica         | Movistar           | + 24 s              |
| 3e                 | Alejandro Valverde | Espagne            | Movistar           | + 1 min 7 s         |
| 4e                 | Steven Kruijswijk  | Pays-Bas           | Lotto NL-Jumbo     | + 1 min 7 s         |
| 5e                 | Vincenzo Nibali    | Italie             | Astana             | + 1 min 9 s         |
| 6e                 | Rafał Majka        | Pologne            | Tinkoff            | + 2 min 1 s         |
| 7e                 | Ilnur Zakarin      | Russie             | Katusha            | + 2 min 25 s        |
| 8e                 | Esteban Chaves     | Colombie           | Orica-GreenEDGE    | + 2 min 43 s        |
| 9e                 | Gianluca Brambilla | Italie             | Etixx-Quick Step   | + 2 min 45 s        |
| 10e                | Diego Ulissi       | Italie             | Lampre-Merida      | + 2 min 47 s        |
| modifier           |                    |                    |                    |                     |

### Classement du meilleur jeune
| Classement du meilleur jeune | Classement du meilleur jeune | Classement du meilleur jeune | Classement du meilleur jeune | Classement du meilleur jeune |
|                              | Coureur                      | Pays                         | Équipe                       | Temps                        |
| ---------------------------- | ---------------------------- | ---------------------------- | ---------------------------- | ---------------------------- |
| 1er                          | Bob Jungels                  | Luxembourg                   | Etixx-Quick Step             | en 49 h 32 min 20 s          |
| 2e                           | Davide Formolo               | Italie                       | Cannondale                   | + 5 min 49 s                 |
| 3e                           | Sebastián Henao              | Colombie                     | Sky                          | + 13 min 31 s                |
| 4e                           | Valerio Conti                | Italie                       | Lampre-Merida                | + 14 min 38 s                |
| 5e                           | Carlos Verona                | Espagne                      | Etixx-Quick Step             | + 24 min 50 s                |
| modifier                     |                              |                              |                              |                              |

### Classement aux points
| Classement par points | Classement par points | Classement par points | Classement par points | Classement par points |
| --------------------- | --------------------- | --------------------- | --------------------- | --------------------- |
|                       | Coureur               | Pays                  | Équipe                | Point(s)              |
| 1er                   | André Greipel         | Allemagne             | Lotto-Soudal          | 169 points            |
| 2e                    | Giacomo Nizzolo       | Italie                | Trek-Segafredo        | 138 pts               |
| 3e                    | Arnaud Démare         | France                | FDJ                   | 111 pts               |
| 4e                    | Diego Ulissi          | Italie                | Lampre-Merida         | 100 pts               |
| 5e                    | Sacha Modolo          | Italie                | Lampre-Merida         | 84 pts                |
| modifier              |                       |                       |                       |                       |

### Classement du meilleur grimpeur
| Classement du meilleur grimpeur | Classement du meilleur grimpeur | Classement du meilleur grimpeur | Classement du meilleur grimpeur | Classement du meilleur grimpeur |
| ------------------------------- | ------------------------------- | ------------------------------- | ------------------------------- | ------------------------------- |
|                                 | Coureur                         | Pays                            | Équipe                          | Point(s)                        |
| 1er                             | Damiano Cunego                  | Italie                          | Nippo-Vini Fantini              | 56 points                       |
| 2e                              | Giulio Ciccone                  | Italie                          | Bardiani CSF                    | 27 pts                          |
| 3e                              | Tim Wellens                     | Belgique                        | Lotto-Soudal                    | 25 pts                          |
| 4e                              | Stefano Pirazzi                 | Italie                          | Bardiani CSF                    | 18 pts                          |
| 5e                              | Giovanni Visconti               | Italie                          | Movistar                        | 17 pts                          |
| modifier                        |                                 |                                 |                                 |                                 |

### Classements par équipes

#### Classement au temps
| Classement par équipes au temps | Classement par équipes au temps | Classement par équipes au temps | Classement par équipes au temps |
|                                 | Équipe                          | Pays                            | Temps                           |
| ------------------------------- | ------------------------------- | ------------------------------- | ------------------------------- |
| 1re                             | Movistar                        | Espagne                         | en 148 h 42 min 1 s             |
| 2e                              | Etixx-Quick Step                | Espagne                         | + 2 min 7 s                     |
| 3e                              | Astana                          | Kazakhstan                      | + 5 min 52 s                    |
| modifier                        |                                 |                                 |                                 |

#### Classement aux points
| Classement par équipes aux points | Classement par équipes aux points | Classement par équipes aux points | Classement par équipes aux points | Classement par équipes aux points |
|                                   | Équipes                           | Pays                              |                                   | Point(s)                          |
| --------------------------------- | --------------------------------- | --------------------------------- | --------------------------------- | --------------------------------- |
| 1re                               | Etixx-Quick Step                  | Belgique                          |                                   | 305                               |
| 2e                                | Lotto NL-Jumbo                    | Pays-Bas                          |                                   | 255                               |
| 3e                                | Lotto-Soudal                      | Belgique                          |                                   | 243                               |
| modifier                          |                                   |                                   |                                   |                                   |

### Abandons
- 12 -  Valerio Agnoli (Astana) : non partant